# 汉朝和罗马的关系
汉朝和罗马的关系是指漢帝國和罗马帝国这两个帝国之间的关系。
虽然汉朝和罗马帝国位于欧亚大陆的两端，但是两大帝国之间依然有小幅度的接触，不过，安息帝国等中亞国家在地理上阻隔了汉朝和罗马之间的交流，这导致了两国对对方的了解并不是非常透彻。
97年（永元九年），东汉名将班超曾經试图派遣甘英由陆路出使罗马，但是由于安息的阻挠，甘英没有成功抵达罗马。汉朝的史书中也记载了罗马皇帝安敦宁·毕尤曾經派遣使者出访汉朝，他的继任者马尔库斯·奥列里乌斯也曾經派遣过使者，并于166年（延熹九年）登陆汉朝日南郡后前往洛阳。
汉朝与罗马帝国通过陆地和海上的丝绸之路，进行商业贸易，汉朝出口精美的丝绸到罗马，而罗马则出口玻璃器皿和高品质的衣服布料到汉朝。
在古典時期的文獻中，塞里斯這個拉丁名詞意思浮移不定，而且可以涵蓋自印度、中亞以至中國的亞洲人，導致西方對古中國的辨識出現嚴重的扭曲。在中國的紀錄中，羅馬帝國被命名為大秦，即甘英所言「其人民皆长大平正，有类中国，故谓之大秦」，明顯地是因為當時的中國人认为罗马帝国就像另一個中国一样位於世界的另一端。“秦”最初指的是春秋战国时期，华夏范围以外比较落后的西方诸侯国，其文化、经济和修养都比周边山戎，犬戎、狄人高。漢學家蒲立本認為「需要強調的是，在最初，『大秦』這中國概念乃受到對西方的古代虛構想像而被混淆」。公元96年—192年为罗马治世，又叫作五贤帝时期或五贤帝时代，即罗马帝国的顶峰时期。

## 贸易交流

### 汉朝出口品

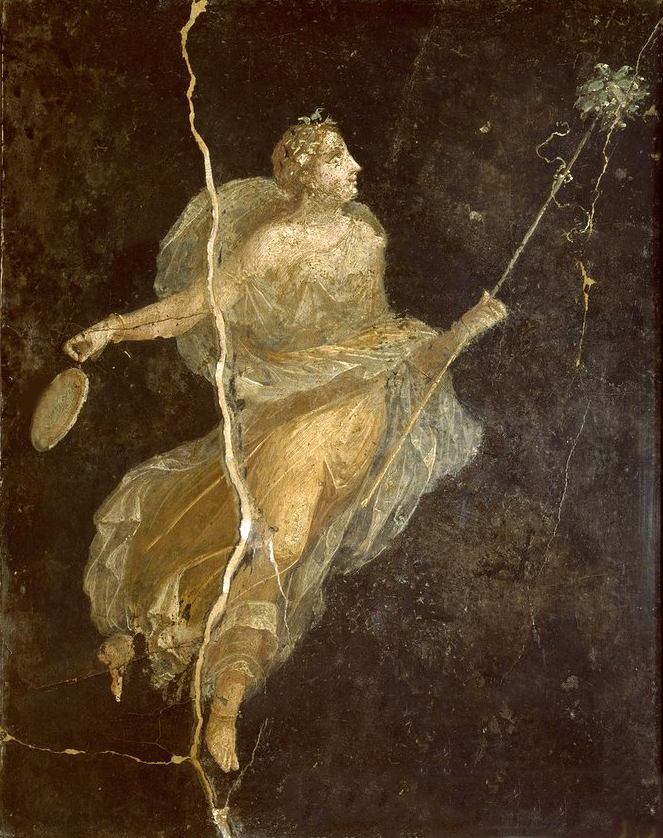
酒神的狂女迈那得斯丝绸製画像，现收藏于那不勒斯国家博物馆

汉朝与罗马之间的丝绸贸易，使得罗马人开始狂热的追求丝绸製品。因为汉朝与罗马之间并没有直接的贸易联系，安息帝国等中亚国家则扮演了贸易中介的角色，从汉朝与罗马的贸易中赚取利润。
在古罗马作家、科学家老普林尼的著作《自然史》（Naturalis Historia）中就有许多关于丝绸製品和丝绸贸易的记载：
|                           | 遥远的东方丝国在森林中收获丝製品，经过浸泡等程序的加工，出口到罗马，使得罗马开始崇尚丝製衣服。 |
| ——老普林尼，自然史 六，54 |                                                                                                |

老普林尼也曾估算过罗马与东方诸国进行贸易的贸易额：
|                           | 保守估计，印度、塞雷斯和阿拉伯半岛每年可以通过贸易从罗马帝国赚取10000万塞斯特斯的利润，这便是我们罗马帝国的妇女每年用作购买奢侈品的花费。 |
| ——老普林尼，自然史 12，84 | |

由于进口丝绸製品导致大量黄金从罗马流向其他国家，罗马元老院决定出台一些法令来禁止人们穿戴丝製衣服：
|                               | 只有完全能遮盖住身体的东西，才可以称之为衣服……丈夫不能容忍让其他男人看到自己的妻子穿着轻薄可透的丝製衣服。 |
| ——塞内卡，Declamations Vol. I | |

罗马历史学家弗罗鲁斯也曾多次描述过被派遣访问丝国的使者：
|                             | 萨尔马提亚和斯基泰都曾派遣使者出访丝国，他们带着诚意以及大象、宝石、珍珠等礼品进献给丝国。使者们长途跋涉，花费4年时间，以自己的诚意来换取丝国的友谊，他们以肤色证明了他们来自大陆的另一端。 |
| ——弗罗鲁斯，Epitomae 二, 34 | |

公元1世纪，罗马人已经知道了抵达汉朝交趾郡（今越南北部红河流域）和扶南国的海上航线，用此航线进行商业贸易。1940年，法国考古学家路易斯·马勒莱就在越南南部金瓯角的古海港澳盖遗址中发现了古罗马帝国的钱币。

### 罗马出口品

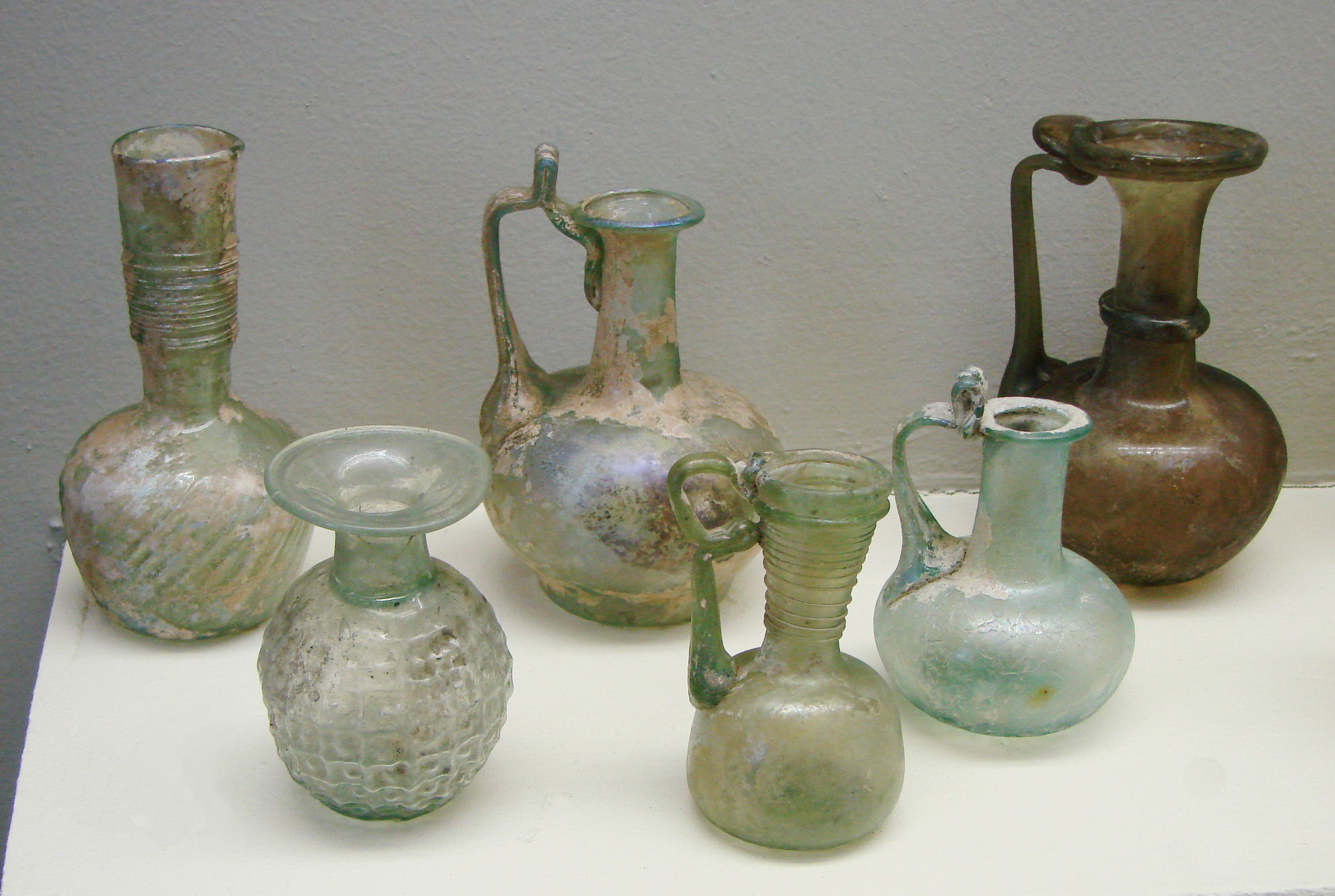
公元2世纪的罗马玻璃

精美的罗马玻璃经由亚历山大和叙利亚出口到包括中国在内的许多亚洲国家。此外，罗马的黄金刺绣地毯、金颜色的布料和石棉布也深受汉朝民众的喜爱。

## 互遣使者

### 特使甘英

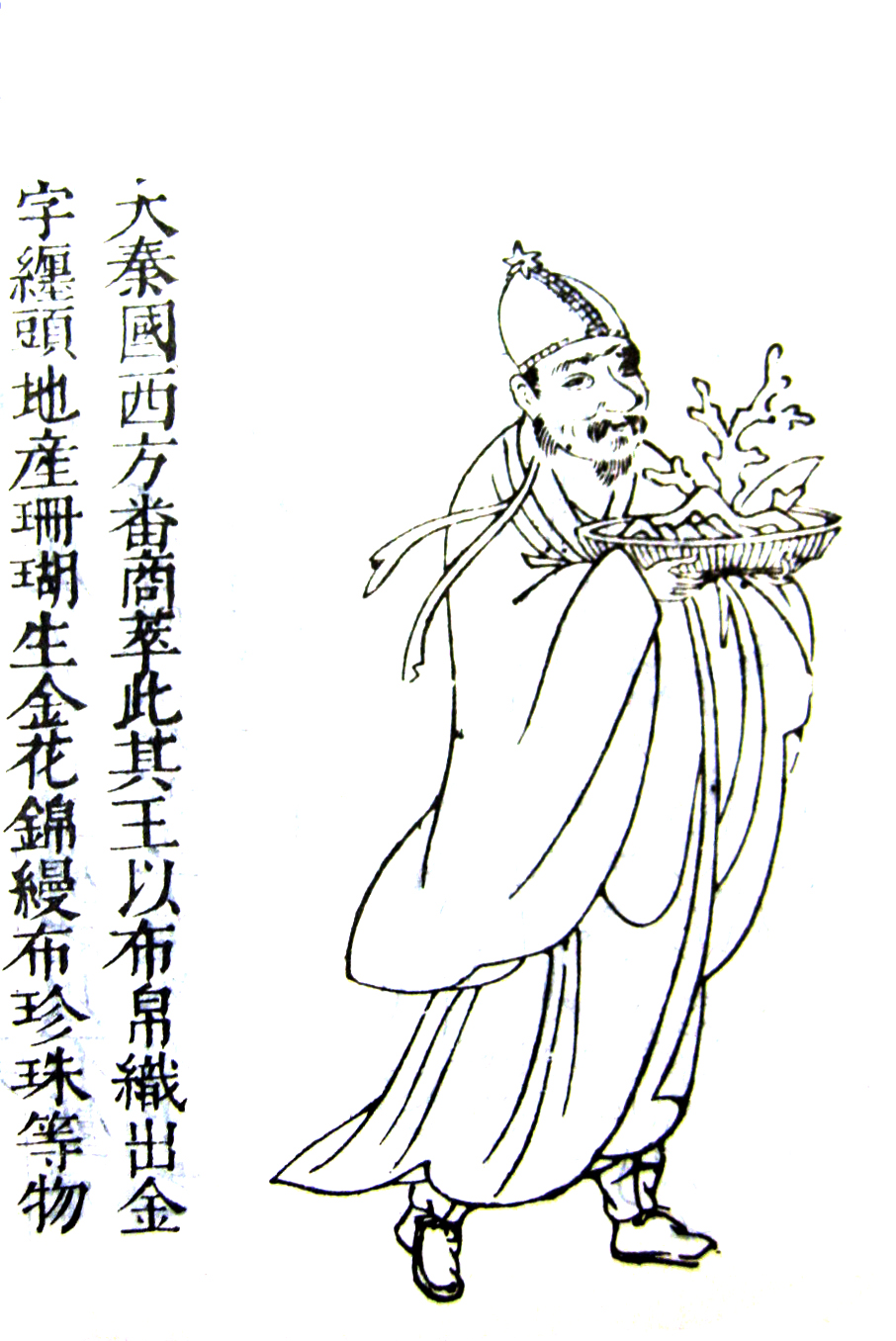
中国人想象中的大秦人，收录在明朝人王圻所著的类书《三才图会》

97年（永元九年），汉朝名将班超派遣特使甘英出使大秦。甘英经塔里木盆地一直走到波斯安息帝国（帕提亚帝国）并到达波斯湾。但由於安息国害怕汉朝直接开通了与大秦的商路会损害其垄断利益，于是没有向甘英提供更直接的经叙利亚的陆路，而是备陈渡海的艰难，又以传说渲染海上航行的恐怖，谓甘英曰：“海水广大，往来者逢善风三月乃得度，若遇迟风，亦有二岁者，故入海人皆赍三岁粮。海中善使人思土恋慕，数有死亡者。”使甘英相信了渡海的艰难，止步于安息，没有到达罗马。后来，班超返回汉朝，并向世人讲述了他在西方国家的所见所闻。
尽管甘英并没有成功到达罗马，但他也曾向世人介绍了他所了解到的罗马概况：
|          | 大秦国，一名犁鞬，以在海西，亦云海西国。地方数千里，有四百余城。小国役属者数十。以石为城郭。列置邮亭，皆垩塈之。有松柏诸木百草。人俗力田作，多种树蚕桑。皆髡头而衣文绣，乘辎軿白盖小车，出入击鼓，建旌旗幡帜。 |
| ——后汉书 | |

|          | 所居城邑，周圜百余里。城中有五宫，相去各十里。宫室皆以水精为柱，食器亦然。其王日游一宫，听事五日而后遍。常使一人持囊随王车，人有言事者，即以书投囊中，王室宫发省，理其枉直。各有官曹文书。置三十六将，皆会议国事。其王无有常人。皆简立贤者。国中灾异及风雨不时，辄废而更立，受放者甘黜不怨。其人民皆长大平正，有类中国，故谓之大秦。 |
| ——后汉书 | |

|          | 土多金银奇宝，有夜光璧、明月珠、骇鸡犀、珊瑚、虎魄、琉璃、琅玕、硃丹、青碧。刺金缕绣，织成金缕罽、杂色绫。作黄金涂、火浣布。又有细布，或言水羊毳，野蚕茧所作也。合会诸香，煎其汁以为苏合。凡外国诸珍异皆出焉。 |
| ——后汉书 | |

一些史学家认为班超自己到达过里海，但是这种说法并未被大多数人所承认，很多人认为这种说法是错误的。

### 旅行家梅斯

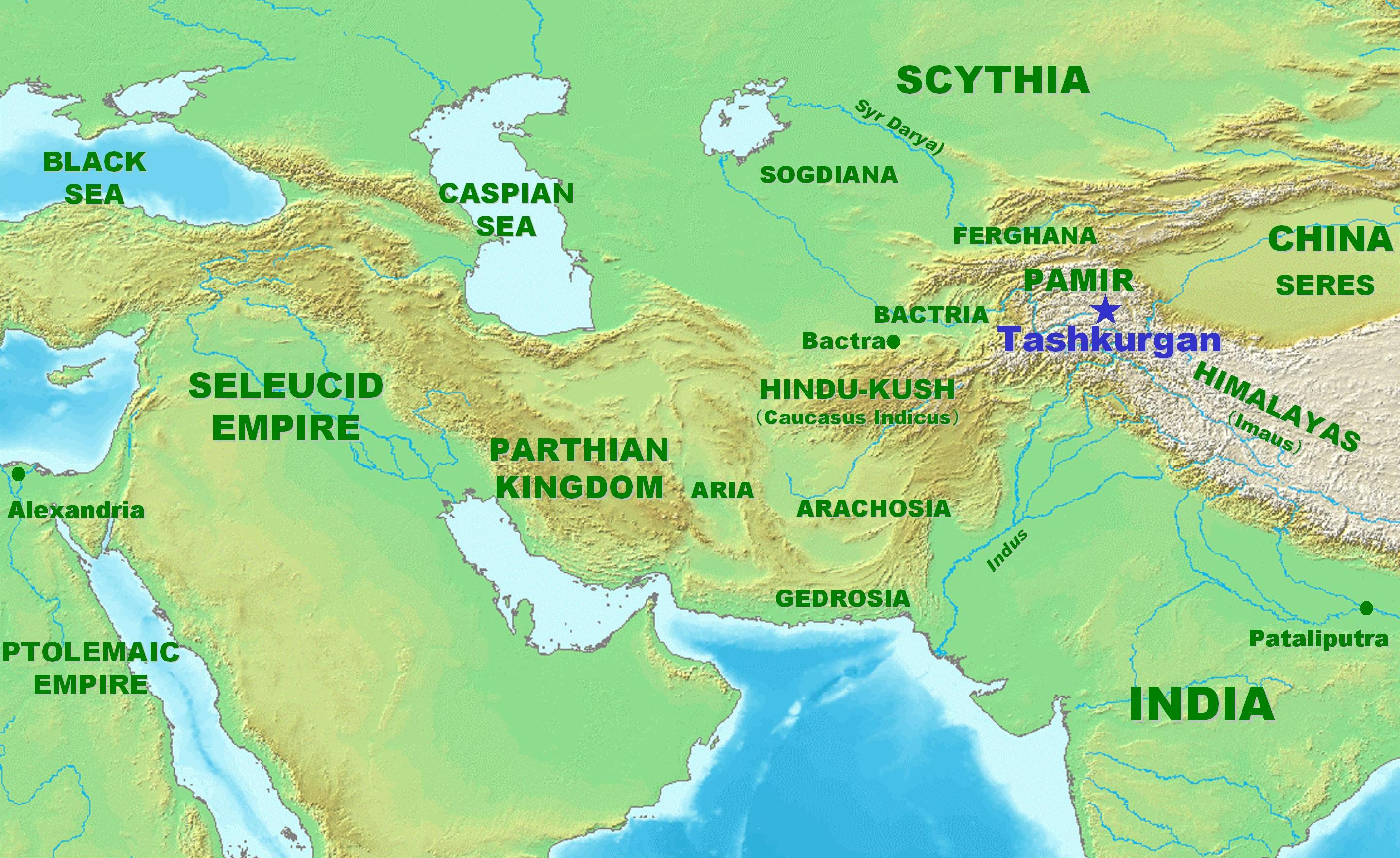
梅斯·提提阿努斯最远到达过塔什庫爾干。塔什庫爾干又称石塔，是汉朝的边界。

梅斯·提提阿努斯是一位古希腊的旅行家，他曾经从地中海穿越丝绸之路到达汉朝的边界。公元前二世纪早期，梅斯趁着罗马帝国与安息国之間的战争平息下来，带领这自己的商队穿过丝绸之路抵达石塔。有考古学家分析称，石塔便是现今帕米尔高原的塔什库尔干。另一种说法则称梅斯是在公元前一世纪晚期带领商队穿越丝绸之路，抵达石塔的。

### 首位罗马使者

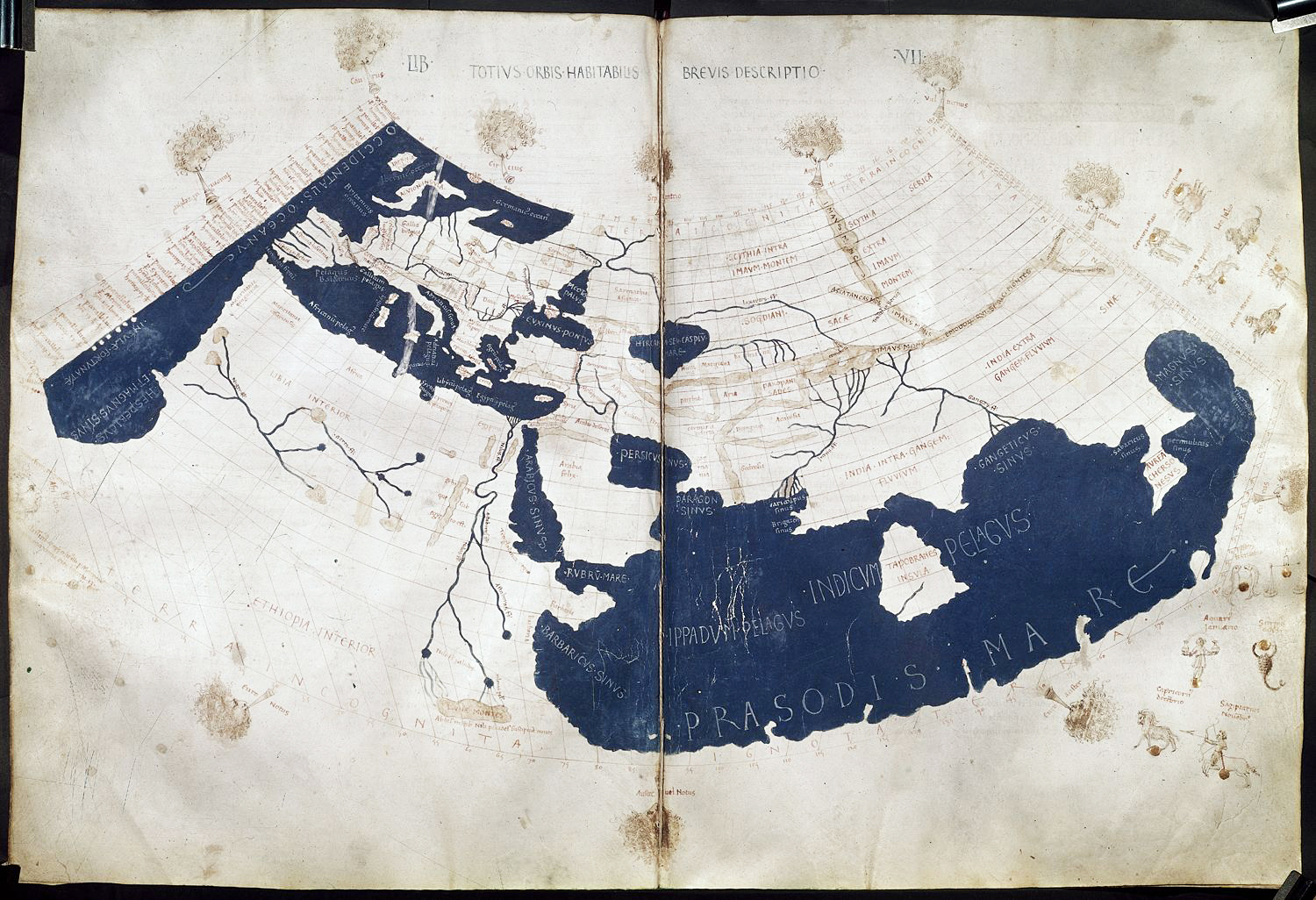
托勒密所绘的世界地图，这张地图显示了相对于罗马帝国，中国位于世界的极右边。

地中海沿岸国家早在公元前1世纪就与印度建立了贸易航线。在古希腊航海家发现季风可以辨别方向后，商队便开辟了地中海至印度的海上航线，这条海上航线位于印度洋。考古学家在印度海岸线上挖掘出大量的罗马钱币证明了罗马与印度之间存在贸易往来。为了更好的与罗马帝国进行贸易活动，人们在印度和斯里兰卡建立了许多通商口岸。
根据最早的记录，在166年（延熹九年），罗马帝国派遣出第一批特使抵达汉朝。这些使者到达汉朝后以罗马帝国皇帝安敦的名义向汉朝皇帝汉桓帝进献了礼物。（由於安敦宁·毕尤死于161年（延熹四年），他死后由马尔库斯·奥列里乌斯继承王位，使者们不知道该用哪个皇帝的名义参拜汉朝皇帝，所以便称罗马皇帝为安敦。）罗马的使者从济南郡出海，通过海路，抵达越南的东京，并在东南亚采购了犀牛角、象牙、玳瑁等奢侈品。汉朝也从罗马使者手中得到了有关天文学的书籍。

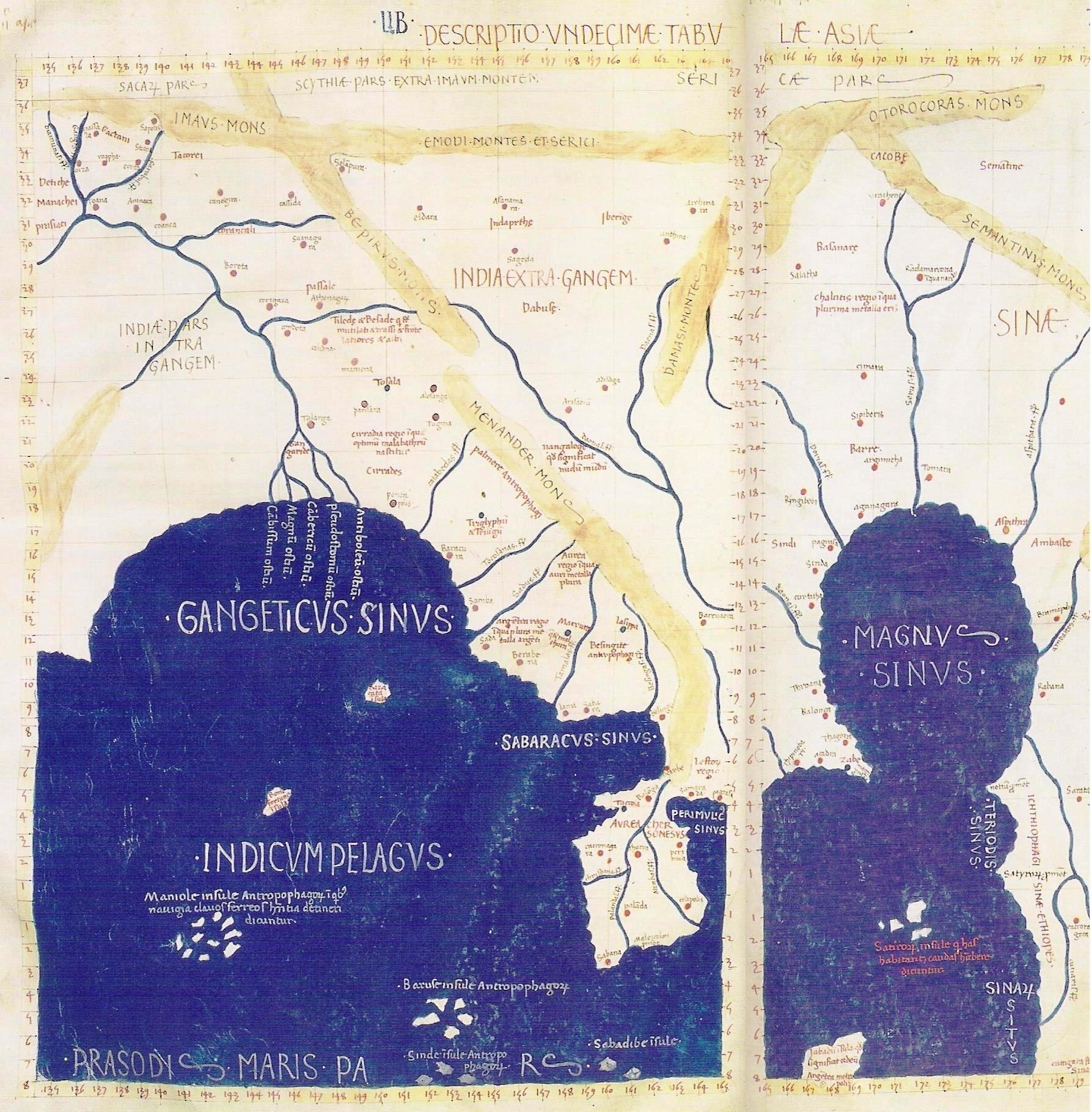
托勒密世界地图中的亚洲，恒河的海湾在左侧，东南亚在中间，汉朝则在右端。

虽然罗马帝国早已知道汉朝位于欧亚大陆的另一端，但是，从托勒密所绘的世界地图上来看，罗马对于汉朝的具体位置并不是十分清楚。在地图上，汉朝的领土实际上是在东南亚。这表明了托勒密知道汉朝在欧亚大陆的最东端，但是并不清楚汉朝的具体位置。

### 其他罗马使者
首位使者抵达汉朝后，罗马帝国可能又派出了其他的使者出访汉朝，但是没有任何记录能证实这一点。直到公元三世纪，有记载称三國時代的曹魏皇帝魏明帝曹叡接见了来自罗马帝国的使者。罗马使者给魏明帝送上了包括玻璃制品在内的许多礼物。如果此记录属实，根据罗马使者抵达魏国的时间推算，这些使者是由罗马皇帝亚历山大·塞维鲁在平息内乱后派遣的。
另一记录称，在284年（太康五年），有罗马使者向晋武帝司馬炎进献礼物。这可能是罗马皇帝卡鲁斯在波斯战争后派遣的使者。
根据中国的史册记载，商人福林曾在643年（唐太宗贞观十七年）抵达拜占庭帝国。当时拜占庭帝国的皇帝是康斯坦丁二世(641-688)。也有记载称，在667年（唐高宗乾封元年）、701年（武周大足元年）和719年（唐玄宗开元七年），均有唐朝人通过中亚抵达东罗马帝国。

## 假設军事接觸

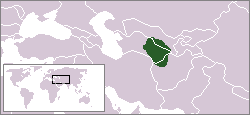
帕提亚国王奧羅德斯二世（Orodes II of Parthia）将卡萊战役中的罗马俘虏送到马尔吉安那，但这些俘虏后来下落不明。

历史学家德效骞推测，被送到帕提亚东部边境地区的罗马俘虏可能曾經与汉族士兵发生过冲突，此假說稱為古羅馬第一軍團失蹤之謎。
達布斯引用了班固《漢書》所載「明日，前至郅支城都賴水上，離城三里，止營傅陳。望見單于城上立五采幡幟，數百人披甲乘城，又出百餘騎往來馳城下，步兵百餘人夾門魚鱗陣，講習用兵。」他認為文中的魚鱗陣可能是指羅馬軍隊作戰時的龜甲陣，猜測這些被漢朝俘虜的士兵後來於永昌县驪靬村定居下來。
但是，达布斯的假設未為現代學者所接受。目前，無任何证据此假設，而在测试骊靬村附近男性居民的脱氧核糖核酸后，結果亦否定了此假設。而且，张掖郡骊靬县的建置年代亦早于郅支城之战，因此骊靬县不会因為罗马战俘而得名。

## 以漢朝和羅馬為題材的作品
- 《漢朝與羅馬》：由大宇資訊旗下的軟星科技製作的即時戰略遊戲。
- 《天將雄師》：以古羅馬第一軍團失蹤之謎的傳說為靈感而創作的2015年電影。

### 引用
1. ↑  Hill (2009), p. 5.
2. ↑  Pulleybank (1999), p. 77f.
3. ↑  Hill (2009), p. 27.
4. 1 2  Pulleybank (1999), p. 78
5. ↑  J. Thorley: "The Silk Trade between China and the Roman Empire at Its Height, 'Circa' A. D. 90-130", Greece & Rome,Vol. 18, No. 1 (1971), pp. 71-80
6. ↑  Schoff (1915), p. 237
7. ↑  Pulleybank (1999), p. 71
8. ↑  Schoff (1915), p. 229
9. ↑  John Thorley: "The Roman Empire and the Kushans", Greece & Rome, Vol. 26, No. 2 (1979), pp. 181-190 (187f.)
10. ↑  J. Thorley: "The Silk Trade between China and the Roman Empire at Its Height, 'Circa' A. D.
90-130", Greece & Rome,Vol. 18, No. 1 (1971), pp. 71-80 (76)
11. ↑  .   [2010-06-18]. （原始内容存档于2016-04-26）.
12. ↑  Roman social history by Tim G. Parkin p.289 . Original Latin: "minimaque computatione miliens centena milia sestertium annis omnibus India et Seres et paeninsula illa imperio nostro adimunt: tanti nobis deliciae et feminae constant. quota enim portio ex illis ad deos, quaeso, iam vel ad inferos pertinet?" .
13. ↑  Milton Osborne, The Mekong: Turbulent Past, Uncertain Future (2001:25).
14. ↑  J. Thorley: "The Silk Trade between China and the Roman Empire at Its Height, 'Circa' A. D. 90-130", Greece & Rome,Vol. 18, No. 1 (1971), pp. 71-80 (77)
15. ↑  Hill (2009), pp. 5, 481-483.
16. ↑  For example by J. Oliver Thomson, A History of Ancient Geography, Cambridge 1948, p.311. Thomson cites Richthofen, China, 1877, I, 469 and some other authors in support of the claim that Ban Chao marched to the Caspian, and Yule/Cordier, Cathay and the way thither, 1916 p.40(?), Chavannes, Seidenstrassen, p.8, and Teggart, Rome and China as references for such claims being erroneous.
17. ↑  Hill (2009), p. 251.
18. ↑   His "Macedonian" origin betokens no more than his cultural affinity, and the name Maës is Semitic in origin (Cary 1956:130).
19. ↑  The mainstream opinion, noted by Cary 1956:130 note 7, based on the date of Marinus, established by his use of many Trajanic foundation names but none identifiable with Hadrian.
20. ↑  Centuries later Tashkurgan ('Stone Tower') was the capital of the Pamir kingdom of Sarikol.
21. ↑  This is Cary's dating.
22. ↑  See http://www.fordham.edu/halsall/eastasia/romchin1.html （页面存档备份，存于）
23. ↑  Mango, Marlia Mundell. Byzantine Trade: Local, Regional, Interregional, and International See http://www.gowerpublishing.com/pdf/SamplePages/Byzantine_Trade_4th_12th_Centuries_Ch1.pdf （页面存档备份，存于）
24. ↑  Homer H. Dubs: "An Ancient Military Contact between Romans and Chinese", The American Journal of Philology, Vol. 62, No. 3 (1941), pp. 322-330
25. ↑  .   [2010-06-23]. （原始内容存档于2021-11-10）.
26. ↑  Archaelogy.org （页面存档备份，存于）, Italy Magazine[永久], Xinhua （页面存档备份，存于）, The Daily Telegraph, 2 February 2007
27. ↑  Detailed analysis 的存檔，存档日期2012-07-10. by Ethan Gruber
28. ↑  Zhou R, An L, Wang X, Shao W, Lin G, Yu W, Yi L, Xu S, Xu J, Xie X, Testing the hypothesis of an ancient Roman soldier origin of the Liqian people in northwest China: a Y-chromosome perspective. （页面存档备份，存于） J Hum Genet. 2007; 52(7): 584-91